# Zenki
Zenki (鬼神童子ZENKI?, Kishin Dōji Zenki) è un manga scritto da Kikuhide Tani e disegnato da Yoshihiro Kuroiwa. Pubblicato su Monthly Shōnen Jump, ha ricevuto una trasposizione animata nel 1995 composta da 51 episodi più un OVA. Sono stati inoltre prodotti cinque videogiochi basati sulla serie.

## Personaggi
- Zenki
- Karuma: è la regina dell'oscurità
- Anju: è uno dei minion di Karuma
- Gulen: è uno dei minion di Karuma
- Goula: è uno dei minion di Karuma
- Hirumaki
- Kabura
- Nagi
- Kagetora: è il re del mondo della morte
- Inugami
- Kokutei
- Goki